# Marinehaven

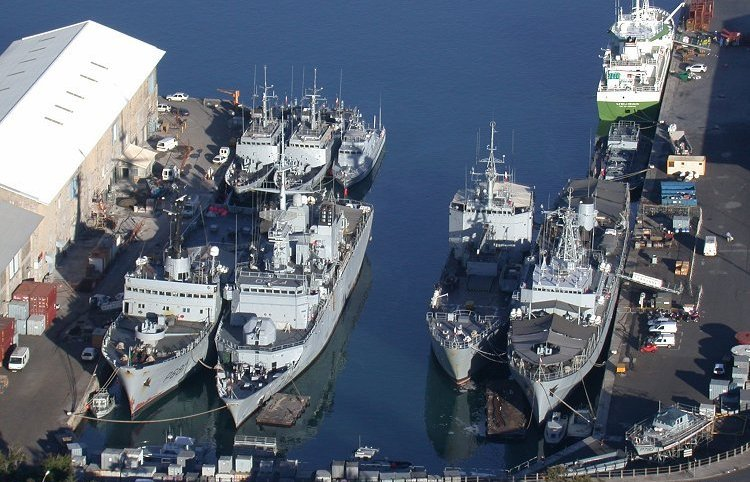
Marinehaven van La Réunion (Franse Marine).

Een marinehaven is een zeehaven die het leger gebruikt om zijn marineschepen of onderzeeboten te stationeren. Elk marineschip heeft zo zijn eigen thuishaven. Deze haven wordt dan ook streng bewaakt, omdat hier munitie ligt voor schepen, maar ook voor een mogelijke aanval of een terroristische aanslag. Meestal hebben deze havens ook administratieve gebouwen, helikopterplatforms of een bijhorend vliegveld.

## Soorten marinehavens
- Er zijn marinehavens waar men een gewone zeehaven gebruikt en een klein stukje afzet en gebruikt als marinehaven, bijvoorbeeld Zeebrugge (België).
- Een gewone marinehaven, deze wordt alleen gebruikt voor marineschepen.

## Bekende marinehaven
- Pearl Harbor (Honolulu, Hawaï)

## Andere marinehavens
- Marinebasis Zeebrugge (België)
- Brest (Frankrijk)
- Wilhelmshaven (Duitsland)
- Naval Station Norfolk (Norfolk, Virginia, V.S)
- Naval Station San Diego (San Diego, Californië, V.S)
- Nieuwe Haven (Den Helder, Nederland)
- Hallifax (Nova Scotia, Canada)
- Scapa Flow (Orkneyeilanden, VK)
- Simonstad (West-Kaap, Zuid-Afrika)